# Sutješćica
Sutješćica je naseljeno mjesto u općini Breza, Federacija Bosne i Hercegovine, BiH.
Nalazi se sjeverno od Breze, iznad doline Stavnje, desne priroke Bosne.

## Stanovništvo

### 1991.
Nacionalni sastav stanovništva 1991. godine, bio je sljedeći:
ukupno: 228
- Muslimani - 210
- Hrvati - 16
- Jugoslaveni - 2

### 2013.
Nacionalni sastav stanovništva 2013. godine, bio je sljedeći:
ukupno: 159
- Bošnjaci - 149
- Hrvati - 4
- ostali, neopredijeljeni i nepoznato - 6